# Solidarisk lönepolitik
Den solidariska lönepolitiken utformades i Sverige av främst Gösta Rehn (1913–1996) och Rudolf Meidner (1914–2005) och vägledde Landsorganisationen i Sverige (LO) under "Rekordåren" på 1950- och 1960-talen.
Redan under mellankrigstiden hade man börjat uppleva skillnaden i lön mellan olika arbetargrupper som ett problem. Kanske framförallt på grund av att skillnaderna ökade markant mellan lönerna inom hemmaindustrin och exportindustrin samt mellan dessa å ena sidan och jordbruket å den andra. Frågan aktualiserades för första gången genom en motion till Landsorganisationens kongress 1922 från Metallindustriarbetareförbundets avdelning i Stockholm. Kongressen beslutade att vid konflikter skulle låglöneförbund ha företräde till LO:s stöd. Vid 1926 års LO-kongress underströks ytterligare det tidigare beslutet.
Av både ideologiska och ekonomiska skäl var syftet med denna lönepolitik att pressa samman lönerna både inom och mellan branscher, genom en omfattande samordning av lönesättningen. Ur ett ideologiskt perspektiv ansåg LO att löneskillnaderna var orättvist stora. Inte bara inom eller mellan fackföreningarna, utan i samhället i stort. Ur ett ekonomiskt perspektiv var syftet att skapa rationaliseringar och omstruktureringar genom att olönsamma företag, som inte kunde hålla den överenskomna lönenivån, slogs ut från marknaden.
Tanken var att sätta en allmän lönenivå så att de mest högproduktiva företagen gjorde goda vinster samtidigt som de lågproduktiva slogs ut. De anställda i de högproduktiva företagen skulle hålla tillbaka sina lönekrav i de centrala löneförhandlingarna samtidigt som löntagarna i den offentliga sektorn och lågproduktiva företag kunde höja sina löner.

## Konsekvenser av den solidariska lönepolitiken
Det solidariska lönepolitiken ledde under 1960- och 1970-talet till att löneskillnaderna allmänt minskade, både mellan olika LO-förbund, mellan arbetare och tjänstemän samt mellan män och kvinnor.
När de lågproduktiva företagen gick i konkurs för att de inte klarade av att betala avtalade löner, flyttade arbetskraften dit där de nya jobben skapades i mer lönsamma företag. Denna utveckling kompletterades med nya socialförsäkringar.
Centralisering som den ständiga flytten av arbetskraft innebar kritiserades under sextiotalet som "flyttlasspolitik".

## Slutet på den solidariska lönepolitiken
På 1970-talet, i skenet av sjunkande tillväxttakt, produktivitet och vinstandel, började den svenska modellen på arbetsmarknaden gradvis att ge vika. Delar av fackföreningsrörelsen önskade vidareutveckla den solidariska lönepolitiken via löntagarfonderna medan arbetsgivarna ansåg att politiken blivit för inriktad på allmän löneutjämning. De samordnade förhandlingarna mellan arbetsmarknadens parter upphörde i början av 1980-talet.
När tjänstemannafacken ökade sina löner, började höglönefacken inom LO att ifrågasätta om de löneökningar som de avstod från verkligen gynnade låglönefacken. Samtidigt började fack så som Metallindustriarbetareförbundet (Metall) att förlora en del av sina medlemmar till tjänstemannafack, vilket ökade bekymret. 
Under samma period pressade arbetsgivarna på för decentraliserad och individualiserad lönesättning. Med framgång gick arbetsgivarna också mot löntagarfonderna, som var tänkta att skapas som en ideologisk och ekonomisk förlängning av den solidariska lönepolitiken. Fackföreningarna accepterade mer eller mindre kraven från arbetsgivarna.
Fackföreningarnas strategi skiftade obemärkt från en situation där intressen från de marknadsmässigt svagaste grupperna var de viktigaste till en situation där de starkaste i högre grad fick bestämma.
En konsekvens var att några fack bröt sig ur de samordnade förhandlingarna. Det gjorde Metall 1983. Detta underminerade möjligheten för samordning mellan höglönefack och låglönefack, och anses ofta vara slutet på den solidariska lönepolitiken.
Åren mellan 1981 och 1991 ökade löneskillnaderna mellan män och kvinnor något.
LO använder dock fortfarande begreppet solidarisk lönepolitik.